# Viktor Avbelj

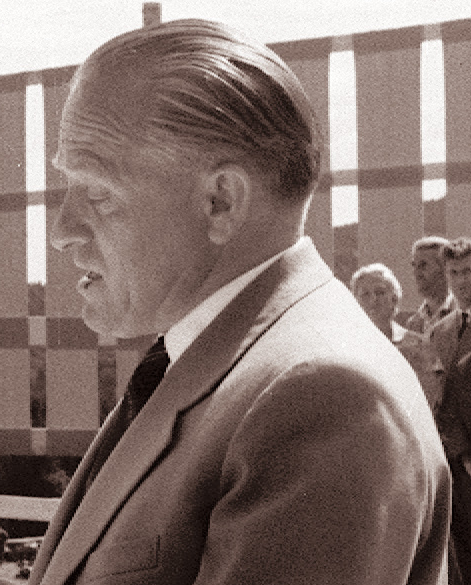
Viktor Avbelj (1961)

Viktor Rudi Avbelj (* 26. Februar 1914 in Pervoje, Österreich-Ungarn, heute: Slowenien; † 3. April 1993 in Ljubljana) war ein jugoslawischer Politiker des Bundes der Kommunisten Jugoslawiens (BdKJ), der unter anderem zwischen 1962 und 1965 Ministerpräsident sowie von 1979 bis 1984 Präsident der Sozialistischen Republik Slowenien war.

## Leben
Viktor Rudi Avbelj absolvierte ein Studium an der Rechtswissenschaftlichen Fakultät der Universität Ljubljana, das er 1939 abschloss. Bereits 1937 trat er der Kommunistischen Partei Jugoslawiens (KPJ) bei. Im Verlauf des Zweiten Weltkrieges schloss er sich in der Krain der Volksbefreiungsarmee NOV (Narodnooslobodilačka vojska) von Josip Broz Tito an und war zwischen dem 26. März und dem 7. Mai 1945 Politischer Kommissar der NOV von Slowenien. Er fungierte von 1955 bis 1962 als Vize-Vorsitzender des Exekutivrates und damit als Stellvertretender Ministerpräsident Sloweniens sowie zeitweilig als Vorsitzender des Sozialistischen Bundes des arbeitenden Volkes von Slowenien SZDL (Socialistična zveza delovnega ljudstva Slovenije).
Als Nachfolger von Boris Kraigher übernahm er am 25. Juni 1962 das Amt als Vorsitzender des Exekutivrates der Sozialistischen Republik Slowenien ab und war damit bis zu seiner Ablösung durch Janko Smole im April 1965 Ministerpräsident dieser Teilrepublik der Sozialistischen Föderativen Republik Jugoslawien (SFRJ). Im April 1974 wurde er Mitglied des Zentralkomitees (ZK) des Bundes der Kommunisten Sloweniens.
Im Mai 1979 wurde Avbelj Mitglied des Präsidiums der Volksversammlung und löste zugleich im Mai 1979 Sergej Kraigher als Präsident des Präsidiums der Volksversammlung der Sozialistischen Republik Slowenien ab und war damit bis zum 7. Mai 1984 Staatspräsident Sloweniens, woraufhin France Popit seine Nachfolge antrat. Zugleich war er Mai 1980 bis Juni 1983 Präsident des Nationalen Verteidigungsrates des Präsidium der Volksversammlung von Slowenien. Im Juni 1983 übernahm er den Posten als stellvertretender Präsident des Ausschusses für Volksverteidigung und sozialen Selbstschutz der slowenischen Volksversammlung.
Für seine Verdienste wurde Avbelj mehrmals ausgezeichnet und erhielt unter anderem den Orden des Volkshelden, den Orden Held der sozialistischen Arbeit, den Partisanenstern, den Orden der Bruderschaft und der Einheit, den Nationalen Verdienstorden, den Tapferkeitsorden sowie die Gedenkmedaille der Partisanen von 1941.